# San José del Cabo
San José del Cabo, cabeceira do município de Los Cabos localizado no extremo meridional do estado de Baja California Sur, tem como principal atividade o turismo.